# FlashGot
A FlashGot egy ingyenes Firefox-kiegészítő, amely több külső letöltéskezelővel együtt tud működni.

## Támogatott letöltéskezelők
Az olyan letöltéskezelők, melyek támogatják a parancssori használatot, szintén használhatóak, de a listán nincsenek feltüntetve. Ilyen például a wget.

### Microsoft Windows
- BitComet
- Download Accelerator Plus
- DownloadStudio
- FlashGet
- Free Download Manager
- Fresh Download
- GetRight
- GigaGet
- HiDownload
- iGetter
- InstantGet
- Internet Download Accelerator
- Internet Download Manager
- LeechGet 2002, 2004, 2005
- Mass Downloader
- Net Transport
- NetXfer (Net Transport 2)
- NetAnts
- Orbit Downloader
- ReGet Deluxe, Junior, Pro
- Retriever
- Star Downloader
- Thunder (Chinese language only)
- TrueDownloader
- Ukraininan Download Master (Russian language only)
- WellGet
- wxDownload Fast

### Linux
- Aria
- cURL
- Downloader 4 X
- Gnome Gwget
- KGet (KDE)
- wxDownload Fast

### Mac OS X
- Folx
- iGetter
- Speed Download
- wxDownload Fast

## Külső hivatkozások
1. ↑  https://addons.mozilla.org/en-US/firefox/addon/220
2. ↑  Download Manager. FlashGot home page. InformAction. [2011. december 16-i dátummal az eredetiből archiválva]. (Hozzáférés: 2011. december 21.)

- A FlashGot hivatalos honlapja (angol)